# Prix Écrans canadiens
Les prix Écrans canadiens (en anglais : Canadian Screen Awards) sont des récompenses cinématographiques et télévisuelles décernées par l'Académie canadienne du cinéma et de la télévision (ACCT) depuis 2013 et destinées à saluer l'excellence des productions et personnalités canadiennes dans le domaine du cinéma, de la télévision et des médias numériques.
Ils résultent de la fusion en 2013 des prix Génie et Gemini, qui récompensaient respectivement jusqu'alors les cinémas francophone et anglophone et la télévision anglophone au Canada,.

## Fonctionnement
Tous les films canadiens (en français comme en anglais) sont éligibles aux catégories cinéma. En revanche, seuls les programmes télévisés en langue anglaise sont éligibles aux catégories de télévision ; les programmes francophones faisant toujours l'objet d'une cérémonie séparée, les prix Gémeaux,.
| Édition | Année         | Présentateur               | Lieu                         | Diffuseur      |
| ------- | ------------- | -------------------------- | ---------------------------- | -------------- |
| 1re     | 3 mars 2013   | Martin Short               | Sony Centre, Toronto         | CBC Television |
| 2e      | 9 mars 2014   | Martin Short               | Sony Centre, Toronto         | CBC Television |
| 3e      | 1er mars 2015 | Andrea Martin              | Four Seasons Centre, Toronto | CBC Television |
| 4e      | 13 mars 2016  | Norm Macdonald             | Sony Centre, Toronto         | CBC Television |
| 5e      | 12 mars 2017  | Howie Mandel               | Sony Centre, Toronto         | CBC Television |
| 6e      | 11 mars 2018  | Jonny Harris & Emma Hunter | Sony Centre, Toronto         | CBC Television |
| 7e      | 31 mars 2019  | Aucun présentateur         | Sony Centre, Toronto         | CBC Television |

## Catégories de récompenses

### Cinéma
- Meilleur film (Best Motion Picture)
- Meilleur réalisateur (Achievement in Direction)
- Meilleur acteur (Performance by an Actor in a Leading Role)
- Meilleure actrice (Performance by an Actress in a Leading Role)
- Meilleur acteur dans un second rôle (Performance by an Actor in a Supporting Role)
- Meilleure actrice dans un second rôle (Performance by an Actress in a Supporting Role)
- Meilleur scénario original  (Original Screenplay)
- Meilleur scénario adapté (Adapted Screenplay)
- Meilleure direction artistique (Achievement in Art Direction/Production Design)
- Meilleurs costumes (Achievement in Costume Design)
- Meilleurs maquillages (Achievement in Make-Up)
- Meilleures coiffures (Achievement in Hair)
- Meilleures images (Achievement in Cinematography)
- Meilleur montage (Achievement in Editing)
- Meilleur son d'ensemble (Achievement in Overall sound)
- Meilleur montage sonore (Achievement in Sound Editing)
- Meilleurs effets visuels (Achievement in Visual Effects)
- Meilleure chanson originale (Achievement in Music - Original Song)
- Meilleure musique originale (Achievement in Music - Original Score)
- Meilleur film documentaire - Ted Rogers (Ted Rogers Best Feature Length Documentary Award)
- Meilleur court métrage documentaire (Best Short Documentary)
- Meilleur court métrage de fiction (Best Live Action Short Drama)
- Meilleur court métrage d'animation (Best Animated Short)

### Télévision
(indiquez la date de pose grâce au paramètre date).
Certains termes anglais peu courants en français devraient être remplacés par des termes français équivalents mieux connus.
Programmes
- Shaw Media Award for Best Dramatic Series
- Bell Media Award for Best Comedy Series

- Best Animated Program or Series
- Best Biography or Arts Documentary Program or Series
- Best Children's or Youth Fiction Program or Series
- Best Children's or Youth Non-Fiction Program or Series
- Best Documentary Program
- Best Dramatic Mini-Series or TV Movie
- Best Entertainment Special
- Best Factual Program or Series
- Best History Documentary Program or Series
- Best International Drama
- Best Lifestyle or Talk Program or Series
- Best Live Sports Event
- Best Local Newscast
- Best Music Program or Series
- Best National Newscast
- Best News or Information Prog
- Best News or Information Series
- Best News or Information Segment
- Best News Special
- Best Pre-School Program or Series
- Best Reality / Competition Program or Series
- Best Reportage, Local
- Best Reportage, National
- Best Science or Nature Documentary Program or Series'
- Donald Brittain Award for Best Social/Political Documentary Program
- Best Sports Feature Segment
- Best Sports Opening/Tease
- Best Sports Program or Series'
- Best Variety or Sketch Comedy Program or Series

Techniciens
- Best Direction in an Animated Program or Series
- Best Direction in a Children's or Youth Program or Series
- Best Direction in a Comedy Program or Series
- Best Direction in a Documentary or Factual Series
- Best Direction in a Documentary Program
- Best Direction in a Dramatic Program or Mini-Series
- Best Direction in a Dramatic Series
- Best Direction in a Lifestyle/Practical Information Program or Series
- Best Direction in a Live Sporting Event
- Best Direction in a Reality / Competition Program or Series
- Best Direction in a Variety or Sketch Comedy Program or Series
- Best Writing in an Animated Program or Series
- Best Writing in a Children's or Youth Program or Series
- Best Writing in a Comedy Program or Series
- Best Writing in a Documentary Program or Factual Series
- Best Writing in a Dramatic Program or Mini-Series
- Best Writing in a Dramatic Series
- Best Writing in a Lifestyle or Reality / Competition Program or Series
- Best Writing in a Variety or Sketch Comedy Program or Series
- Best Production Design or Art Direction in a Fiction Program or Series
- Best Production Design or Art Direction in a Non-Fiction Program or Series
- Best Costume Design
- Best Achievement in Make-Up
- Best Photography in a Comedy Program or Series
- Best Photography in a Documentary Program or Factual Series
- Best Photography in a Dramatic Program or Series
- Best Photography in a Lifestyle or Reality / Competition Program or Series
- Best Photography in a News or Information Program, Series or Segment
- Best Photography in a Variety or Sketch Comedy Program or Series
- Best Picture Editing in a Comedy or Variety Program or Series
- Best Picture Editing in a Documentary Program or Series
- Best Picture Editing in a Dramatic Program or Series
- Best Picture Editing in a Factual Program or Series
- Best Picture Editing in a Reality/Competition Program or Series
- Barbara Sears Award for Best Editorial Research
- Best Sound in a Comedy, Variety, or Animated Program or Series
- Best Sound in a Documentary, Factual or Lifestyle Program or Series
- Best Sound in a Dramatic Program or Series
- Best Visual Effects
- Barbara Sears Award for Best Visual Research
- Best Original Music Score for a Program
- Best Original Music Score for a Series
- Best Original Music for a Non-Fiction Program or Series

Interprètes/Présentateurs
- Shaw Media Award for Best Performance by an Actor in a Continuing Leading Dramatic Role
- Shaw Media Award for Best Performance by an Actress in a Continuing Leading Dramatic Role
- Best Performance by an Actor in a Featured Supporting Role in a Dramatic Program or Series
- Best Performance by an Actress in a Featured Supporting Role in a Dramatic Program or Series
- Best Performance in a Guest Role, Dramatic Series
- Best Performance by an Actor in a Leading Role in a Dramatic Program or Mini-Series
- Best Performance by an Actor in a Leading Role in a Dramatic Program or Mini-Series

- Bell Media Award for Best Performance by an Actor in a Continuing Leading Comedic Role
- Bell Media Award for Best Performance by an Actress in a Continuing Leading Comedic Role
- Best Performance by an Actor in a Featured Supporting Role or Guest Role in a Comedic Series
- Best Performance by an Actress in a Featured Supporting Role or Guest Role in a Comedic Series

- Best Performance in an Animated Program or Series
- Best Performance in a Children's or Youth Program or Series
- Best Performance in a Variety or Sketch Comedy Program or Series (Individual or Ensemble)
- Best Achievement in Casting

- Best Host in a Pre-School, Children's or Youth Program or Series
- Best Host in a Variety, Lifestyle, Reality/Competition, or Talk Program or Series
- Best Host or Interviewer in a News or Information Program or Series

- Best News Anchor, Local
- Best News Anchor, National

- Best Sports Analyst in a Sports Program or Series
- Best Sports Host in a Sports Program or Series
- Best Sports Play-by-Play Announcer

### Nouveaux médias
- Best Cross‐Platform Project – Children’s and Youth
- Best Cross‐Platform Project –Fiction
- Best Cross‐Platform Project – Non‐Fiction
- Best Original Program or Series produced for Digital Media–Fiction
- Best Original Program or Series produced for Digital Media – Non‐Fiction

### Prix spéciaux
- Prix Claude-Jutra (Claude Jutra Award)
- Bobine d'or Cineplex (Golden Reel Award)
- Prix de la Diversité
- Prix Earle-Grey
- Prix Gordon-Sinclair pour le journalisme parlé
- Prix hommage du conseil d’administration
- Prix humanitaire
- Prix Margaret-Collier
- Prix du pionnier en médias numériques